# Transglutaminase tissulaire
La transglutaminase tissulaire, ou transglutaminase de type 2 est une enzyme appartenant à la famille des transglutaminases. Son gène, TGM2, est situé sur le chromosome 20 humain.

## Rôles
Elle est exprimée dans de nombreuses cellules dont l'endothélium, les fibroblastes, les ostéoblastes, les macrophages et les cellules musculaires lisses. Au niveau cellulaire, elle est retrouvée tant au niveau des membranes, du noyau, du cytoplasme ou des mitochondries.
Elle agit comme une protéine G permettant une communication trans-membranaire. Elle joue sur l'apoptose, l'adhésion cellulaire, la régulation du cytosquelette de la matrice extracellulaire. Elle a un rôle d'enzyme mais aussi de molécule permettant la liaison de plusieurs autres protéines.
Elle favorise l'élimination des protéines ubiquitinées.